# ناحیه فلاک
ناحیه فلاک (به لاتین: Flacq District) یک ناحیه در موریس است که در موریس واقع شده‌است.

## خصوصیات
ناحیه فلاک ۲۹۷٫۹ کیلومترمربع مساحت و ۱۴۱٬۵۸۶ نفر جمعیت دارد.